# Rudolf von der Planitz
Rudolf von der Planitz († 23. Mai 1427 in Meißen) war von 1411 bis zu seinem Tod Bischof von Meißen.

## Leben
Rudolf entstammte dem im Vogtland ansässigen Adelsgeschlecht der Edlen von Planitz. Sein Vater war Hauptmann Hans von der Planitz auf Burg Stolpen. Rudolf war Mitglied der Domkapitel von Meißen und Merseburg und wurde dort 1407 Dompropst.
Am 9. Januar 1411 wurde Rudolf zum Bischof von Meißen gewählt, am 11. März von Johannes XXIII. bestätigt und am 31. Mai im Naumburger Dom vom Merseburger Bischof Walther von Köckritz zum Bischof geweiht. Er übernahm von seinem Vorgänger ein hoch verschuldetes Bistum und musste weiteren Besitz verkaufen oder verpfänden. Der Magdeburger Erzbischof Günther II. erkannte die ohne seine Zustimmung erfolgte Wahl Rudolfs nicht an, da er das seit 1399 exemte Bistum Meißen als Suffragan von Magdeburg ansah. Die 1412 ausgebrochenen militärischen Auseinandersetzungen wurden erst 1415 durch einen Waffenstillstand beendet. Die Hussiten fielen in das Land ein, 1426 wurde ein meißnisches Ritterheer bei Aussig vernichtend geschlagen. Die Amtszeit Rudolfs war durch die Bemühungen um eine Entschuldung des Bistums geprägt.
Nach seinem Tod 1427 wurde er im Dom zu Meißen bestattet. Von seinem Grabmal waren im 18. Jahrhundert noch zwei Fragmente aus Sandstein erhalten, eines der Fragmente wurde 1896 abgezeichnet.